# Chirurgie mini-invasive du strabisme
La chirurgie mini-invasive du strabisme (CMIS) est une technique de chirurgie du muscle oculaire qui, contrairement aux procédures chirurgicales conventionnelles, permet d'accéder au site chirurgical en pratiquant de très petites incisions de la conjonctive.
Cette procédure a été introduite cliniquement par l'ophtalmologiste suisse Daniel Mojon en 2007, après que l'ophtalmologiste belge Marc Gobin avait décrit cette approche pour la première fois en 1994 dans un ouvrage de référence francophone.

## Indications
La CMIS est considérée comme une procédure applicable à toutes les formes de strabisme et est utilisée dans les méthodes chirurgicales suivantes : recul, plissement, résection, ancrage postérieur (selonCüppers), transpositions et avancement des muscles oculaires droits, ainsi que recul et plissement libre et instrumental des muscles obliques de l'œil.
On croit que cette procédure pourrait pousser un groupe de patients à opter pour une chirurgie ambulatoire. Bien que la CMIS ne se soit pas encore imposée dans la chirurgie du strabisme comme procédure d'accès standard au site chirurgical, les principes fondamentaux sont de plus en plus répandus chez les ophtalmologistes et dans les cliniques d'ophtalmologie,,.

## Principe
Lors d'une chirurgie CMIS, l'utilisation d'un microscope chirurgical est préférable à l'utilisation d'une loupe. Au lieu d'une ouverture conjonctivale relativement grande, également connue sous le nom de technique de Harms, l'accès au site chirurgical est créé par de très petites incisions de l'ordre de quelques millimètres, à proximité anatomique immédiate du muscle oculaire à opérer. Ces mini incisions sont pratiquées très loin du limbe, la zone de transition entre l'épithélium conjonctival et cornéen, et à un endroit qui est caché par les paupières après l'opération, de manière à rester discret d’un point de vue esthétique. Entre une incision et l'autre, il se forme une sorte de « tunnel » dans lequel le chirurgien effectue l'opération nécessaire à l'aide d'instruments de précision. En cas de complications au cours de l'opération, l'ouverture conjonctivale peut être élargie jusqu'à atteindre les dimensions des incisions traditionnelles.

## Résultats cliniques
Les résultats de la chirurgie mini-invasive du strabisme par rapport à la position postopératoire des yeux sont largement décrits et comparables à ceux obtenus avec la méthode chirurgicale classique. Ceci a également été démontré par une comparaison directe entre les deux méthodes chez 40 enfants ; ceux qui avaient subi une chirurgie CMIS présentaient un gonflement inférieur de la conjonctive et des paupières après l'opération. Les taux de complications plus faibles et un rétablissement plus rapide des patients sont les principaux avantages de la CMIS. L'efficacité de la méthode a été documentée tant pour la chirurgie des muscles droits de l'œil ,, que pour la chirurgie des muscles obliques de l'œil.
Un groupe d'auteurs indiens a rapporté l'efficacité de la CMIS chez des patients dont la malposition oculaire est due à une maladie thyroïdienne, la maladie de Basedow.

## Avantages
Les avantages de la technique mini-invasive sont l'élimination des complications cornéennes et la diminution du risque de réduction du débit sanguin (ischémie) vers le segment antérieur de l'œil. La cicatrisation postopératoire est plus rapide et les hématomes conjonctivaux sont moins fréquents. La plupart des adhérences entre la conjonctive et la sclérotique peuvent être évitées lors des procédures de révision.

## Risques
Par rapport à d'autres techniques de chirurgie du muscle oculaire, la CMIS est une opération qui prend plus de temps. Les très petites ouvertures réalisées avec cette méthode chirurgicale peuvent se déchirer plus facilement chez les patients âgés. Si la déchirure s'étend jusqu'à la capsule de Tenon, il peut rester une cicatrice. En cas de saignement anormalement abondant, les petites incisions doivent être agrandies pour procéder à une cautérisation. Les rapports sur les complications spécifiques à la méthode chirurgicale mini-invasive pour le traitement du strabisme restent toutefois très rares.

## Publications
- - Ronald D. Gerste: Kleine Schnitte gegen das Schielen. In: Neue Zürcher Zeitung. 21. Juli 2010.
  - Martina Frei: Nach Minischnitt wieder geradeaus schauen. In: Tagesanzeiger. 22. Januar 2008.
  - D. S. Mojon: Minimally invasive strabismus surgery. In: Br J Ophthalmol. 93(6), 2009, S. 843–844.
  - D. S. Mojon: Minimally invasive strabismus surgery. In: H. I. Fine, D. S. Mojon (Hrsg.): Minimally invasive ophthalmic surgery. Springer: 'Heidelberg, 2009, S. 123–152.
  - D. S. Mojon: A new transconjunctival muscle reinsertion technique for minimally invasive strabismus surgery. In: J Pediatr Ophthalmol Strabismus. 47, 2010, S. 292–296.
  - D. S. Mojon: Review: minimally invasive strabismus surgery. In: Eye. 29, 2015, S. 225–233.